# INCUBATE
『INCUBATE』（インキュベイト）は、SOFT BALLETの5枚目のアルバム。

## 収録曲
1. PARADE (遠藤遼一 / 森岡賢)
2. JEWEL SNAKE (遠藤遼一 / 森岡賢)
3. WHITE SHAMAN (遠藤遼一 / 森岡賢)
4. TRANSCODE (藤井麻輝 / 藤井麻輝)
5. DEEP-SETS (遠藤遼一 / 藤井麻輝)
6. INFANTILE VICE (遠藤遼一 / 藤井麻輝)
7. PHASE (遠藤遼一 / 森岡賢)
8. ENGAGING UNIVERSE (遠藤遼一 / 森岡賢)
9. PILED HIGHER DEEPER (遠藤遼一 / 藤井麻輝)
10. GENE SETS (藤井麻輝 / 藤井麻輝)
11. MARBLE (遠藤遼一 / 森岡賢)

- 括弧内は作詞者 / 作曲者の順。編曲は全曲SOFT BALLET。

## 関連シングル
1. ENGAGING UNIVERSE
  - ENGAGING UNIVERSE / THRESHOLD HEAD MIX
  - (※「ENGAGING UNIVERSE」は「INCUBATE」に収録されているものとはバージョンが異なる)
2. WHITE SHAMAN
  - WHITE SHAMAN / CONSCIOUSNESS(※アルバム未収録曲)

## 主なゲストミュージシャン
- 金子飛鳥 - ストリングス・アレンジ（1）
- 石塚伯広 - ギター（2）
- 成田忍 - ギター（5）
- 寺谷誠一　- ドラムス（5、9）
- チチ松村　- 六弦アコースティックスティールギター（6）
- ゴンザレス三上　- 十二弦ギター（6）
- 塚田嗣人 - ギター（8）
- 濱田理恵 - ヴォーカル（8）
- CRA¥ - ベース（9）
- ISHIGⱯKI - ギター（9）
- Sohi SADATO(Sohrab Saadat Ladjevardi)（SADATO ※当時） - ヴォイス（10）
- 佐々木史郎 - トランペット（11）